# Segmentorbis angustus
Segmentorbis angustus е вид охлюв от семейство Planorbidae. Видът не е застрашен от изчезване.

## Разпространение и местообитание
Разпространен е в Алжир, Ангола, Ботсвана, Бурунди, Демократична република Конго, Египет, Етиопия, Замбия, Зимбабве, Камерун, Кения, Малави, Мозамбик, Намибия, Нигер, Нигерия, Судан, Танзания, Уганда, Централноафриканска република, Чад и Южна Африка.
Обитава сладководни басейни и реки.